# Флакстадёйа
Флакстадёйа (норв. Flakstadøya) — остров в Норвежском море, Лофотенские острова, Норвегия. Расположен в регионе Лофотен, коммуна Флакстад, фюльке Нурланн. Площадь — 110 км². Население — 1195 человек (2001).
Остров соединён с островом Москенесёй по мосту Кокерн и с островом Вествогёй подводным туннелем Наппстраум (норв. Nappstraumtunnelen).
На острове расположен административный центр коммуны, город Рамберг, а также следующие населённые пункты Фледванг, Нюсфьорд, Сунн, Виктен и Напп.

## Галерея

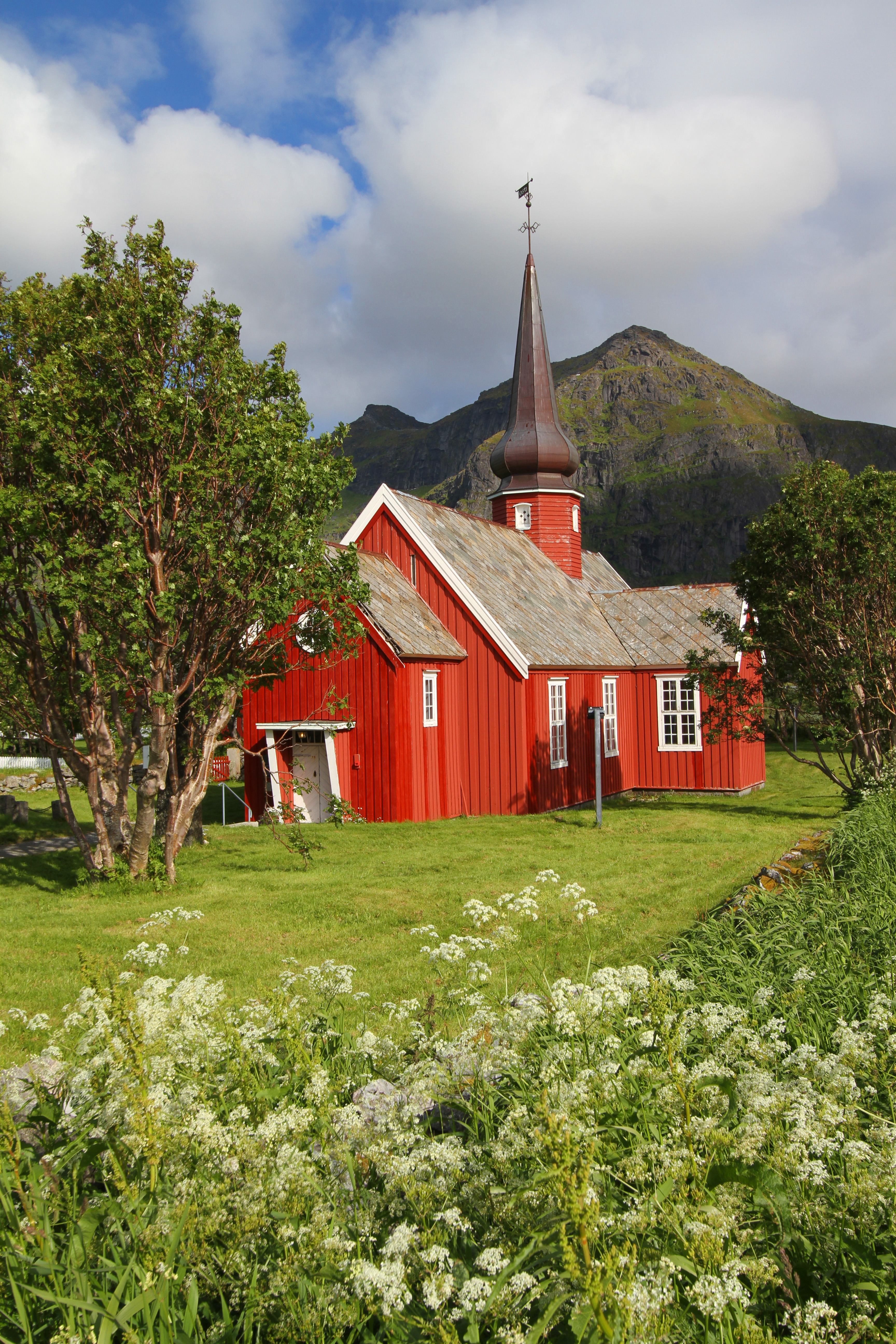
Флакстад
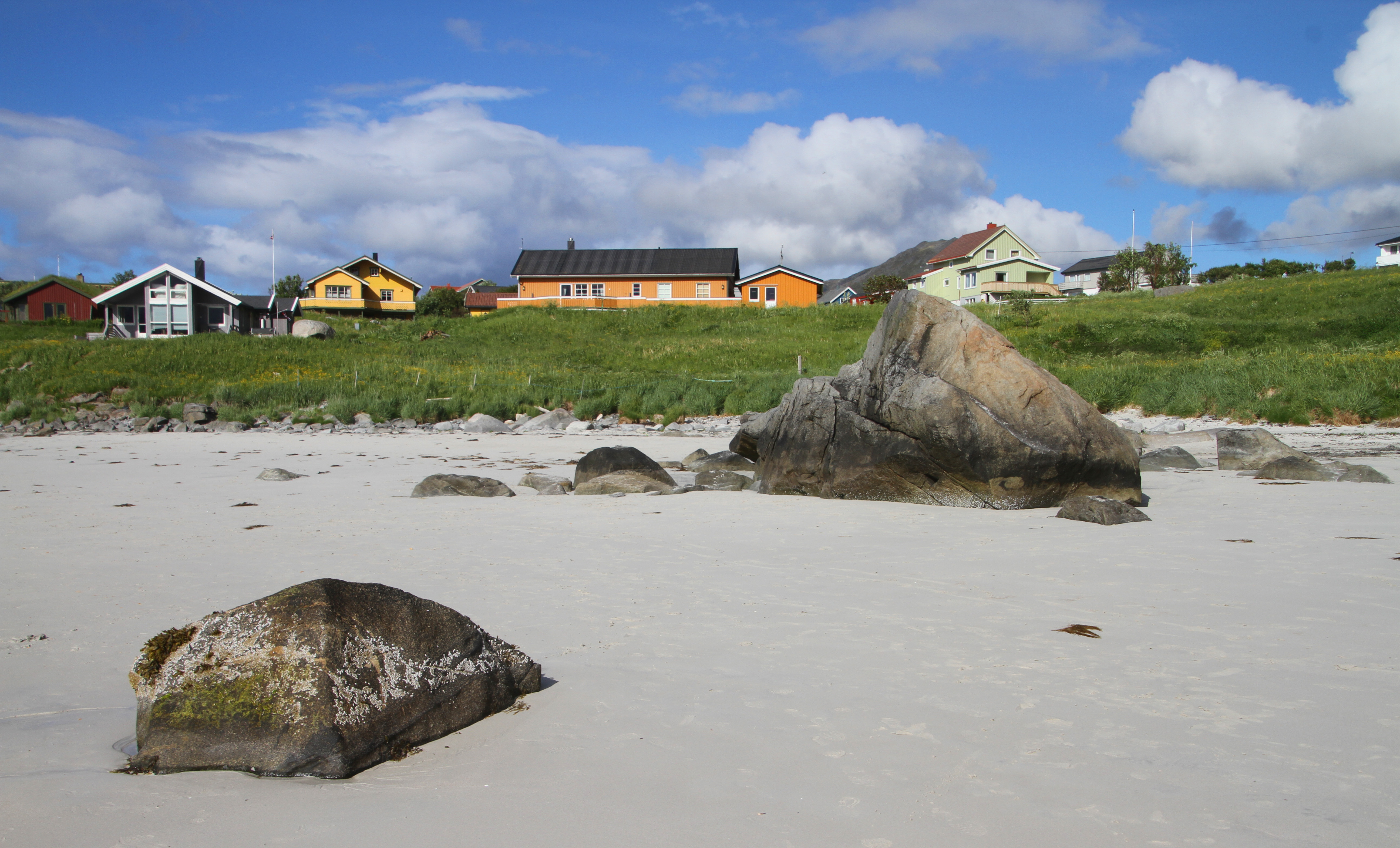
Рамберг
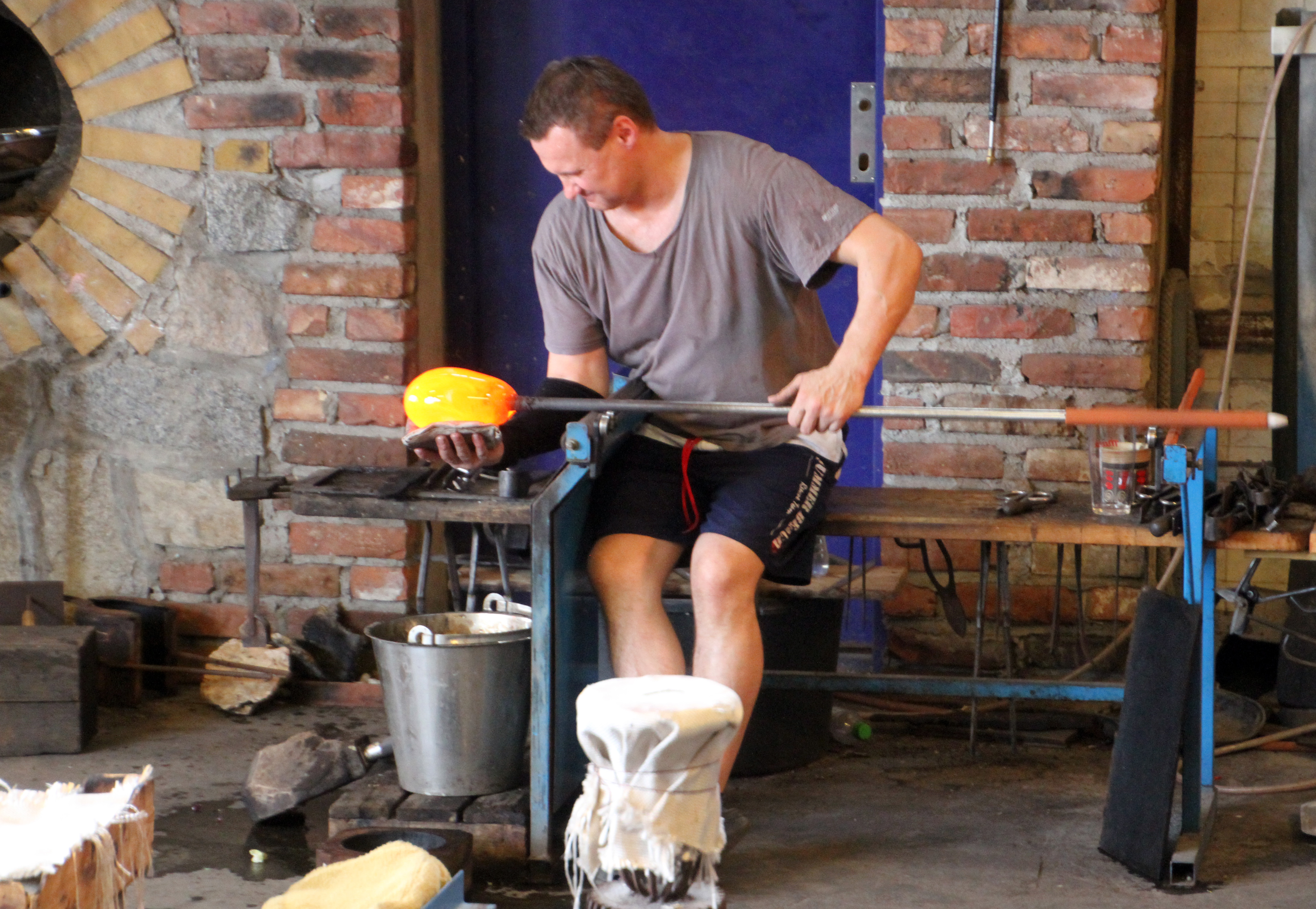
Стеклодув в Виктене
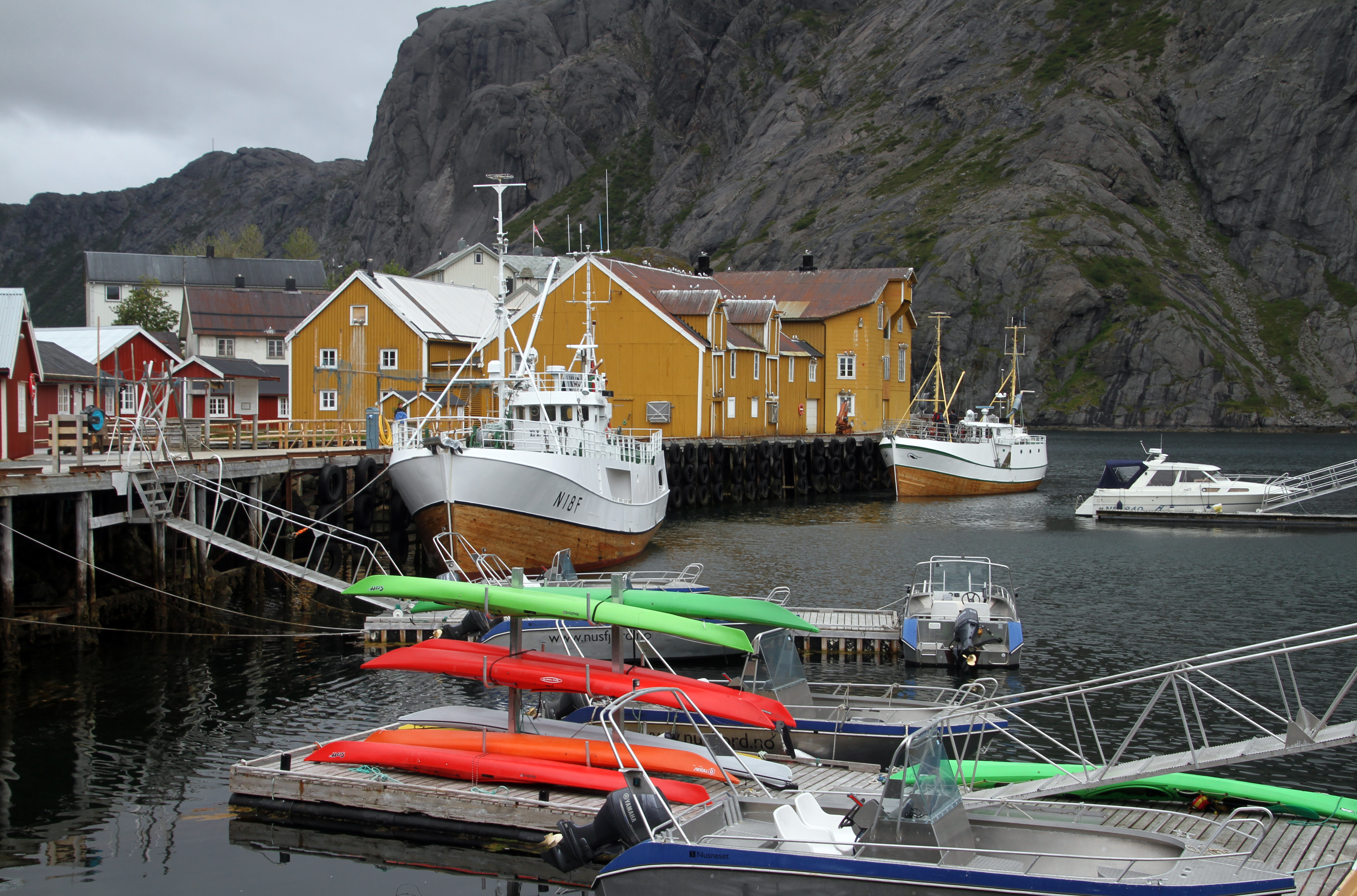
Нусфьорд
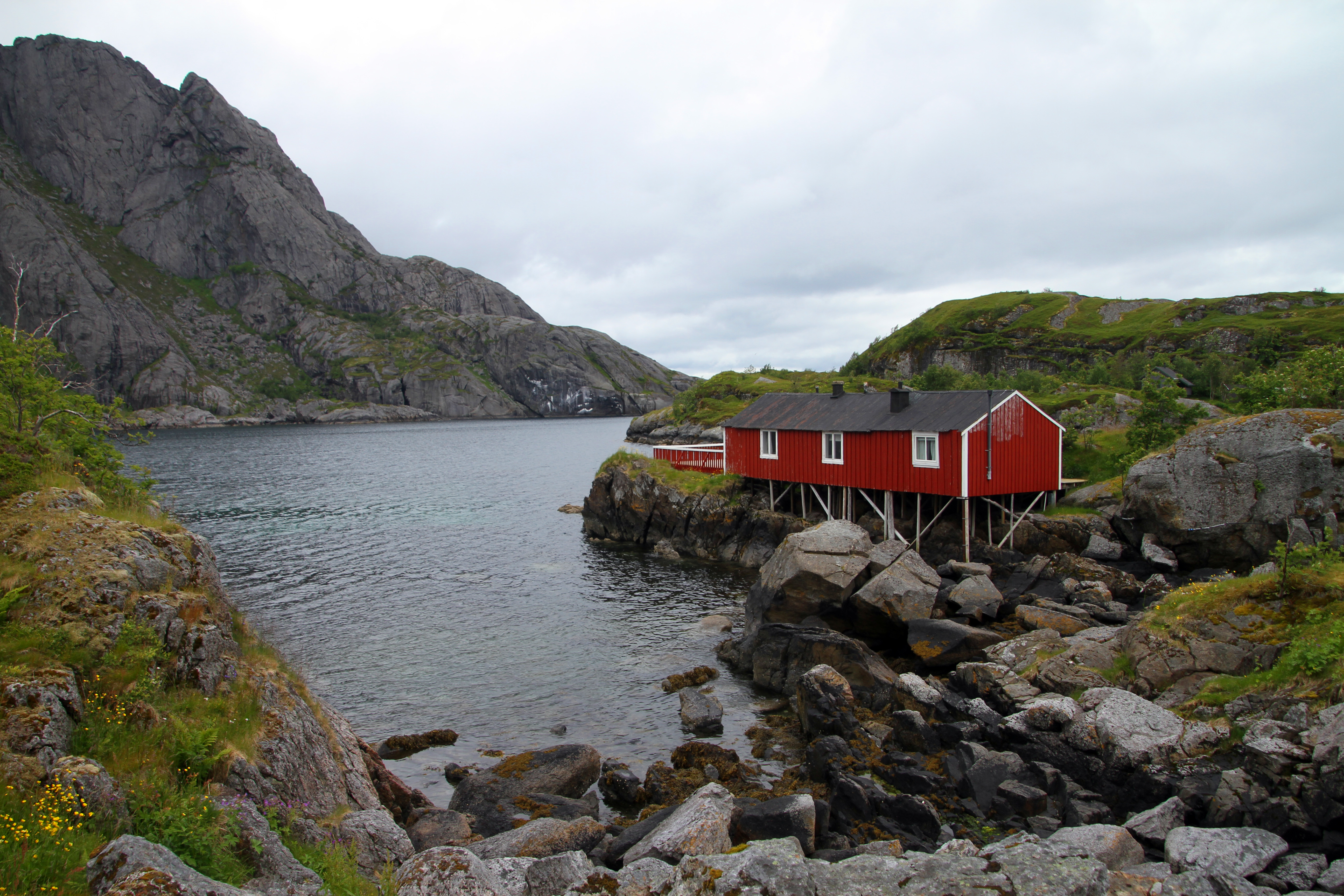
Нусфьорд